# Río Grande de Matagalpa
Río Grande de Matagalpa je významná řeka ve Střední Americe. Celé její povodí se rozkládá ve státě Nikaragua. Svojí délkou 430 km je druhou nejdelší řekou v Nikaragui po řece Coco.

## Průběh toku
Pramení blízko města Matagalpa ve stejnojmenném departementu. Od pramene řeka směřuje jihozápadním směrem, po cca 25 km se otáčí a zbytek toku směřuje východním směrem, Protéká severní částí autonomního regionu Costa Caribe Sur

## Využití
Zatímco na horním toku je krajina kolem řeky hustě zalidněna a ekonomicky využívána, dolní tok řeky prochází tropickým deštným lesem bez významnějšího lidského osídlení. Při ústí řeky do Karibského moře se vyskytují bažiny a mangrovové porosty. Na řece (především na horním toku) je vystavěno několik vodních elektráren.